# 長葉江
長葉江（ながはえ）は、古代の伝承上の人物。磯城県主とされる。
十市県主大目の父親であり、若葉江の子とされるが、ホツマツタヱの信憑性が乏しく、実在していたかは不明。

## 人物
孝安天皇 の大典侍であり、長媛の父とされる。
| スタブアイコン | サブスタブ | この項目は、まだ閲覧者の調べものの参照としては役立たない、人物に関連した書きかけの項目です。この項目を加筆・訂正などしてくださる協力者を求めています（P:人物伝/PJ:人物伝）。 |